# The End
The End és una pel·lícula musical apocalíptica del 2024 dirigida i coescrita per Joshua Oppenheimer. És produïda pel mateix Oppenheimer, Signe Byrge Sørensen i Tilda Swinton, que protagonitza la pel·lícula. El repartiment també compta amb George MacKay, Moses Ingram, Bronagh Gallagher, Tim McInnerny, Lennie James i Michael Shannon. S'ha subtitulat al català.
La pel·lícula es va estrenar al 51è Festival de Cinema de Telluride el 31 d'agost de 2024. Va ser distribuïda per Neon als Estats Units el 6 de desembre de 2024.
El rodatge va començar a Irlanda el març de 2023, i també es va produir a Itàlia i Alemanya. La producció va rebre 480.000 euros de finançament d'Eurimages.